# マイケル・バーデン
マイケル・M・バーデン（Michael M. Baden、1934年7月27日 - ）は、アメリカ合衆国の医師で、著名人の死亡状況の調査とHBOのドキュメンタリー番組『オートプシー』に出演していることで知られている法医病理学者。

## 経歴
1955年、バーデンはニューヨーク市立大学シティカレッジを卒業した。

## ジェフリー・エプスタイン事件
2019年10月、バーデンはジェフリー・エプスタインの死因は自殺だと断定したニューヨーク市検視当局に異論を唱え、検死で発見された怪我の態様は首吊り自殺ではほとんど見られない特徴を持っていると述べた。

## 私生活
マイケル・バーデンは、ニューヨーク市ブロンクス区でユダヤ人の家庭に生まれた。